# Медведёрово
Медведёрово (баш. Медведёров) — село в Кушнаренковском районе Республики Башкортостан Российской Федерации. Входит в состав Ахметовского сельсовета.

## География

### Географическое положение
Расстояние до:
- районного центра (Кушнаренково): 24 км,
- центра сельсовета (Ахметово): 24 км,
- ближайшей ж/д станции (Уфа): 56 км.

## Население
| 2002 | 2009 | 2010 |
| ---- | ---- | ---- |
| 101  | ↘100 | ↘90  |

## Религия
В селе есть православный Спасский храм.